# La Rivière (Gironda)
La Rivière è un comune francese di 334 abitanti situato nel dipartimento della Gironda nella regione della Nuova Aquitania.

## Società

### Evoluzione demografica
Abitanti censiti